# 龍馬歴史館
龍馬歴史館（りょうまれきしかん）は、高知県香南市野市町の創造広場「アクトランド」内にある坂本龍馬の蝋人形120体を中心とした蝋人形館である。

## 概要
1988年（昭和63年）11月23日に開館。幕末の志士、坂本龍馬の33年の生涯を120体以上の蝋人形と27の場面で表現している歴史館である。また、坂本龍馬に関する資料も展示されている。ここにしかない希少な資料もあり、特筆すべきは「北辰一刀流長刀兵法目録」と呼ばれる免状（巻物）も常設展示されている。所在地である高知県香南市は土佐勤王党の大石弥太郎や海援隊士の新宮馬之助らの出身地であり、幕末の志士と縁のある土地でもある。龍馬歴史館の北隣には四国自動車博物館がある。
リニューアル前は坂本龍馬以外にも、J・F・ケネディや毛沢東等、古今東西の偉人の蝋人形があった。また、高知城下に生まれ、赤岡町（現・香南市）に定住した浮世絵師・絵金の浮世絵も展示されていた。これらはアクトランド内の一施設である「世界偉人館」、および「絵金派アートギャラリー」で展示されている。
2012年（平成24年）3月1日からリニューアル工事に伴い、休館の措置がとられていたが、2015年（平成27年）5月15日より創造広場「アクトランド」内の一施設としてリニューアルされた。なお、アクトランドの名前である「アクト」の由来は芸術（Art）のA、文化(Culture)のC、技術(Technology)のTの頭文字を取りACTとしたものである。
アクトランドの施設増設のため、2016年11月14日より開館時間の変更が実施されている。

## 施設情報
- 所在地 - 高知県香南市野市町大谷928番地1
- 休館日 - 年中無休
- 開館時間 - 10:00 - 18:00
- 無料駐車場285台
- 入園料は無料
- 有料展示館8種への入館料 - 大人 1000～1500円　高校生以下 500～800円(小学生未満は無料)

## 交通アクセス
- 土佐くろしお鉄道・阿佐線「のいち駅」より徒歩約10分
- 高知空港より車で10分[9]